# Valentina (película de 2021)
Valentina es una película gallega de animación de 2021 dirigida por Chelo Loureiro. Es el primer largometraje de Chelo Loureiro cómo directora. Fue creado con Abano Producións (Galicia, España) y Sparkle Animation (Portugal) en 2D y 3D. La película tenía previsto su estreno en junio de 2021 pero se aplazó hasta el 10 de diciembre de ese año. Antes del estreno oficial de Valentina, fue nominado al mejor largometraje de animación en los Premios Goya.

## Sinopsis
Valentina es una niña con síndrome de Down que sueña con ser trapecista. Sin embargo, cree que nunca podrá conseguirlo. Su abuela, que juega con ella, también tiene un deseo, llegar a convertirse en directora de orquesta.

## Personajes
- Lucía Seren como Valentina
- Alicia Rábade como Valentina (voz de la canción)
- María Manuela como abuela
- Andrés Suárez Otero como papá y rey
- Lúa Testa como mamá y reina
- Uxía Senlle como Doña Lola
- Coke Couto como alfil
- Helga Méndez como caballo
- Pilocha como Doña Flor

## Premios
77.ª edición de las Medallas del Círculo de Escritores Cinematográficos
|                                       | Categoría                       | Resultado |
| ------------------------------------- | ------------------------------- | --------- |
| 77ª edición Medallas del CEC del 2021 | Mejor largometraje de animación | Ganador   |
| XXXVI Edición Premios Goya, 2021      | Mejor largometraje de animación | Ganador   |